# گئورگ سلنیوس
گئورگ سلنیوس (انگلیسی: Georg Selenius; ۱۸ اکتبر ۱۸۸۴ – ۷ مهٔ ۱۹۲۴) ژیمناست هنری اهل نروژ بود.